# Berryz工房シングルVクリップス④
『Berryz工房シングルVクリップス④』（ベリーズこうぼうシングルVクリップス フォー）は、Berryz工房の4枚目のPV集。

## 収録内容
1. ジンギスカン
2. 行け 行け モンキーダンス
3. MADAYADE
4. 抱きしめて 抱きしめて
5. 青春バスガイド
6. ライバル
7. 私の未来のだんな様
8. 流星ボーイ

特典映像1
1. ジンギスカン (Close-up Ver.)
2. 行け行けモンキーダンス (Dance Shot Ver.)
3. MADAYADE (Dance Shot Ver.)
4. 抱きしめて 抱きしめて (Dance Shot Ver.)
5. 青春バスガイド (Dance Shot Ver.)
6. ライバル (Close-up Ver.)
7. 私の未来のだんな様 (Dance shot Ver.)

特典映像2
- 収録曲全てのTV-SPOT （15/30sec.）

特典映像3
- 私の未来のだんな様 ジャケット撮影風景